# Eleccions municipals de València de 1960
Les eleccions municipals de València de 1960 van ser unes eleccions municipals durant el règim franquista i les primeres durant l'alcaldia d'Adolfo Rincón de Arellano. Es van celebrar el 27 de novembre de 1960. En aquestes eleccions es van triar per a renovar la meitat dels regidors de l'Ajuntament de València dels tres terços (familiar, sindical i corporatiu) que no s'havien renovat l'any 1957.

## Sistema electoral
El sistema electoral durant el règim franquista, d'acord amb la llei de bases de règim local de 1945 va disposar que els regidors (concejales) havien de ser designats per terceres parts (tercios) d'aquesta manera:
1. Per elecció entre els veïns que fossin caps de família (pràcticament tots els homes, i també les dones vídues), cosa que va donar lloc al «terç familiar».
2. Per elecció del Sindicat Vertical del municipi, és a dir el «terç sindical».
3. Per elecció entre les entitats econòmiques, culturals i professionals del municipi, amb una llista de candidats que proposava el governador civil a l'ajuntament, cosa que seria el «terç d'entitats».

Finalment, l'alcalde era nomenat directament pel governador civil com a delegat seu al municipi, totalment al marge del sistema electoral descrit.

## Resultats
Els candidats electes per cada terç figuren en verd.

### Regidors en representació del Terç Familiar[2]
| Candidats i vots             |        |
| Luis Maria Ilzarbe Navarro   | 53.042 |
| Maximiliano Lloret Gómez     | 47.588 |
| Javier Mompó Aliño           | 34.889 |
| José Luis Vilar Hueso        | 34.383 |
| Joaquín Adrián Igual         | 25.431 |
| Manuel Zaplana Fuentes       | 19.904 |
| José María Arce Alamar       | 18.418 |
| Carmen Caruana Tomás         | 15.915 |
| Fernando Mateu Ros           | 13.533 |
| José María Blasco Fonfría    | 13.167 |
| Miguel Cuenca Tramoyeres     | 12.403 |
| Miguel Benet Pons            | 11.337 |
| Enrique Gastaldi Albiol      | 11.182 |
| Jaime González Vidal         | 10.810 |
| José Oliver Pascual          | 8.170  |
| Emilio García Castillejos    | 4.921  |
| Miguel Catalá Gomis          | 4.604  |
| Fernando Segovia Aparicio    | 4.544  |
| Enrique Osset Esteve         | 3.977  |
| Jorge Pons Planells          | 3.898  |
| Juan María Buigues Galarza   | 2.019  |
| Ángel Serrate Martín         | 1.968  |
| José Lledó Calabuig          | 1.742  |
| Vicente Aleixandre Pelechano | ???    |
| Antonio Romero Padilla       | ???    |

### Regidors en representació del Terç Sindical
| Candidats i vots               |     |
| Marcelino Alamar Benlloch      | ??? |
| Luis Belenguer Salcedo         | ??? |
| José Duato Gómez-Novella       | ??? |
| Fernando García-Berlanga Martí | ??? |
| Federico Lis Ballester         | ??? |

### Regidors en representació del Terç Corporatiu
| Candidats i vots       |     |
| José Fuenmayor Champín | ??? |
| Antonio Grau Penadés   | ??? |
| Álvaro Pons Ibáñez     | ??? |
| Manuel Vilar Sancho    | ??? |